# Hemimarginula
Hemimarginula is een geslacht van weekdieren uit de klasse van de Gastropoda (slakken).

## Soorten
- Hemimarginula biangulata (Sowerby III, 1901)
- Hemimarginula dentigera (Heilprin, 1889)
- Hemimarginula hemitoma Simone & Cunha, 2014
- Hemimarginula modesta (H. Adams, 1872)
- Hemimarginula pileum (Heilprin, 1889)
- Hemimarginula pumila (A. Adams, 1852)
- Hemimarginula simpla (Christiaens, 1987)
- Hemimarginula subrugosa (Thiele, 1916)